# Katzenhagen

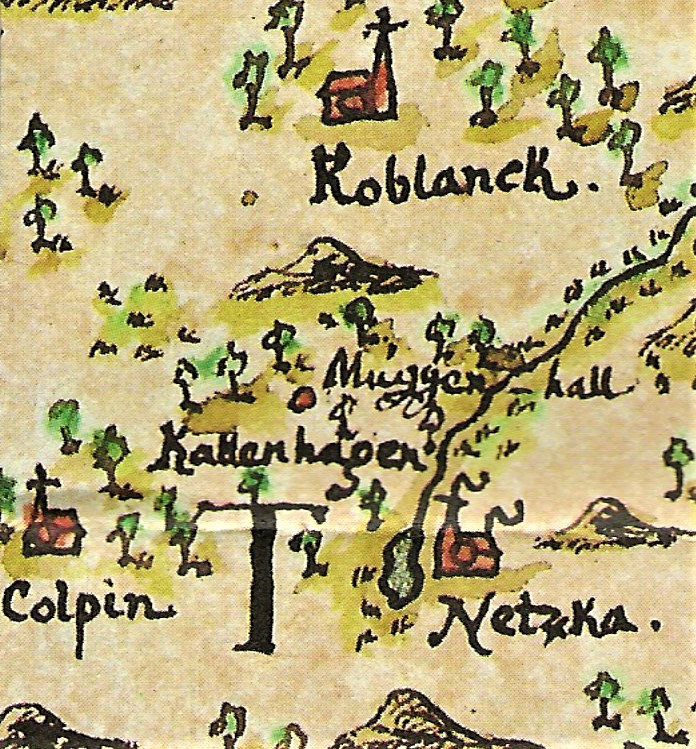
Katzenhagen, plattdeutsch Kattenhagen, Ausschnitt des Mecklenburg-Atlas von Hoinckhusen (um 1700)

Katzenhagen ist eine Wüstung in der Gemarkung Neetzka in Mecklenburg-Vorpommern. Die Meierei ist um 1707 als Wohnsiedlung zwischen Cölpin, Kublank und Neetzka verzeichnet. Noch 1969 zählten die Meierei und die Bauernstellen als Ortsteil zu Neetzka. 1970 wurde der Ort für Zwecke einer militärischen Nachrichtenstelle der Flugüberwachung geschleift und umgebaut.

## Geografische Lage

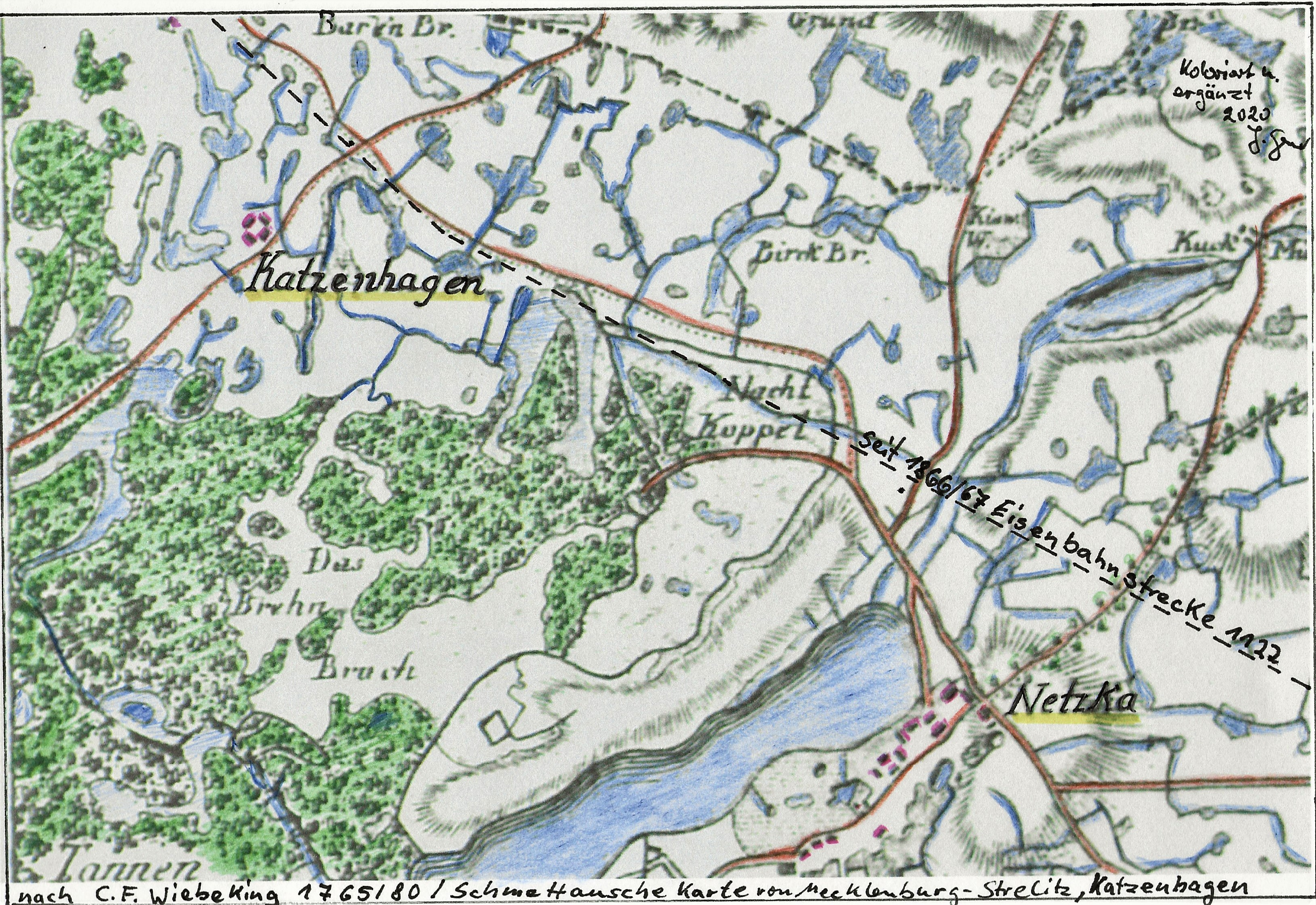
Katzenhagen um 1765, der Verlauf der Bahnstrecke 1122 ist eingefügt. (Koloriert J.Gerner)

Katzenhagen liegt von Neetzka 2,1 km nordwestlich entfernt, nach Kublank im Nordosten sind es 2,5 km und nach Cölpin im Südwesten drei Kilometer. Der Ort ist seit 1970 unbewohnt, von Katzenhagen ist augenscheinlich nichts mehr zu erkennen, die ehemaligen Teiche sind trockengelegt. Rudimente der geschleiften Bauernhäuser sind noch als Fundamentreste vorhanden. Im Untergrund des Ortes liegen noch ein großer eingeschossiger monolithischer Hauptbunker und mehrere Nebenbunker der NVA.

## Geschichte
- Meierei

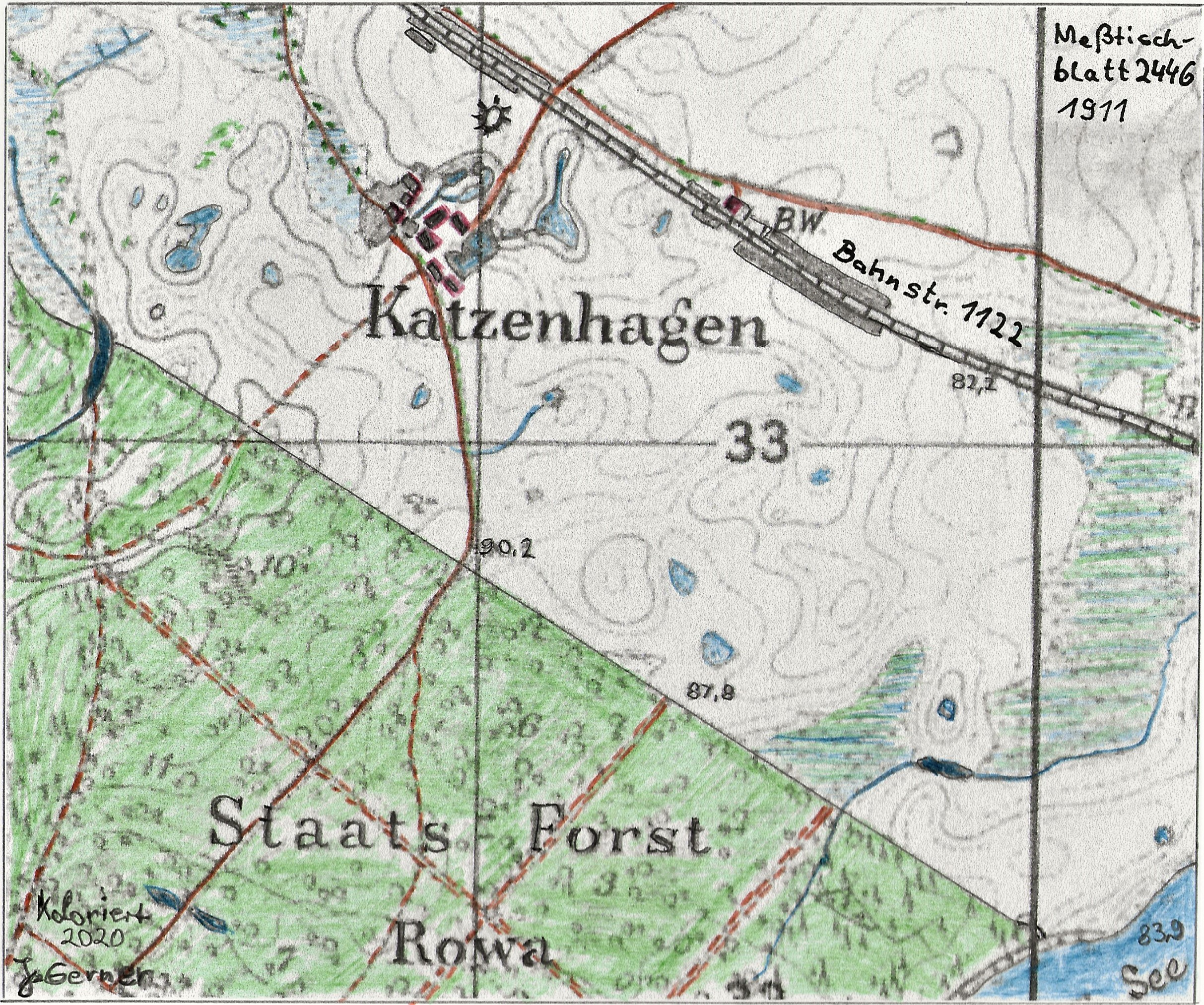
Katzenhagen um 1911

Das Dorf Katzenhagen wurde in den Märkischen Fehden im 15. Jahrhundert zerstört. Es wurde bis zum 16. Jahrhundert von einer Kapellenruine berichtet. Um 1600 wurde es Kattenzagel genannt. 1707 baute Andreas Lutzow am Katensohl ein Gehöft und erhielt einen Bestätigungsbrief über ein Freischulzengehöft. 1718 kaufte die zuständige Kammer das Gehöft und legte ein Vorwerk zu Neetzka an. Seit 1700 in der Mecklenburg-Strelitzer Karte unter dem plattdeutschen Namen Kattenhagen eingezeichnet. 1845 hatte der Ort 34 Einwohner, zwei Bauernhöfe und eine Holzwärterei. Seit 1850 wurde Katzenhagen als selbständige Meierei verpachtet. Ein Adressbuch von 1927 zählt im Ort 104 Einwohner auf in sechs Wohnhäusern mit 311 Hektar Land. Im Ort wurde vor 1969 Land- und Forstwirtschaft betrieben. Die Siedlung lag mit einem Hochwald gegen Westwinde geschützt, nach Osten und Süden war die Feldlage offen. Teiche und Brunnen sorgten für Wasser im Ort. Die Bewohner waren kirchlich der evangelischen Pfarrei in Neetzka zugeordnet. Bis zum 1. Juli 1950 war die Gemeinde noch selbständig, danach wurde sie ins Dorf Neetzka eingemeindet. Mit dem Bau der Eisenbahnstrecke 1122 im Jahr 1866/67, von Bützow nach Strasburg bekam der Ort eine Insellage. Katzenhagen war später nur noch über einen Bahnübergang zu erreichen. Der Hochwald der Staatsforst Rowa sperrte den Ort nach Südwesten ab. Diese abgeschiedene Ortslage ist wahrscheinlich der Grund, dass hier ab 1969 eine militärische Hilfsnachrichtenzentrale (HNZ) für Führungsstellen/Gefechtsstände der NVA erbaut wurde. Der Fahrweg von Cölpin nach Kublank wurde so verlegt, dass die Siedlung nicht mehr am Verbindungsweg lag. Der öffentliche Bahnübergang mit dem Wärterhaus wurde umgebaut. Die Bewohner wurden 1969 ins nah liegende Neetzka umgesiedelt. Katzenhagen wurde danach, aus strategischen Gründen, nicht mehr auf Landkarten der DDR verzeichnet, bestand jedoch als Rückwärtige Führungsstelle (RFS) der NVA, der 3. LVD, bis zur Übergabe an die Bundeswehr im Jahr 1990 weiter fort. Die Bundeswehr löste diesen Standort der RFS auf, die Nutzung der Bunkeranlage wurde 2008 beendet. Heute stehen nur noch eine verwaiste Trafostation und ein Jagdhochsitz auf dem Gelände. Der nichtöffentliche Bahnübergang ist verschlossen.
- Ehemalige militärische Bauten der NVA

In Katzenhagen befand sich bis 1990 ein Hubschrauberlandeplatz (Nr. 3302) mit einer Rasenstart- und -landefläche von 10.000 Quadratmetern. Das Objekt unterstand der 3. Luftverteidigungsdivision der Luftstreitkräfte/Luftverteidigung (LSK/LV) der NVA der DDR.
Die 1970 unterirdisch gebaute Bunkeranlage, eine ehemalige RFS, hat eine Fläche von 336 Quadratmetern und eine Raumhöhe von 3,3 Metern. Kleinere und Doppelbunker sind unterflur im Umfeld des Hauptbunkers verteilt. Die Bunker wurden in einer Naturschutzausgleichsmaßnahme der Deutschen Bahn AG (Planbeschuss 2016) zur Nachnutzung als Fledermauswinterquartier deklariert.

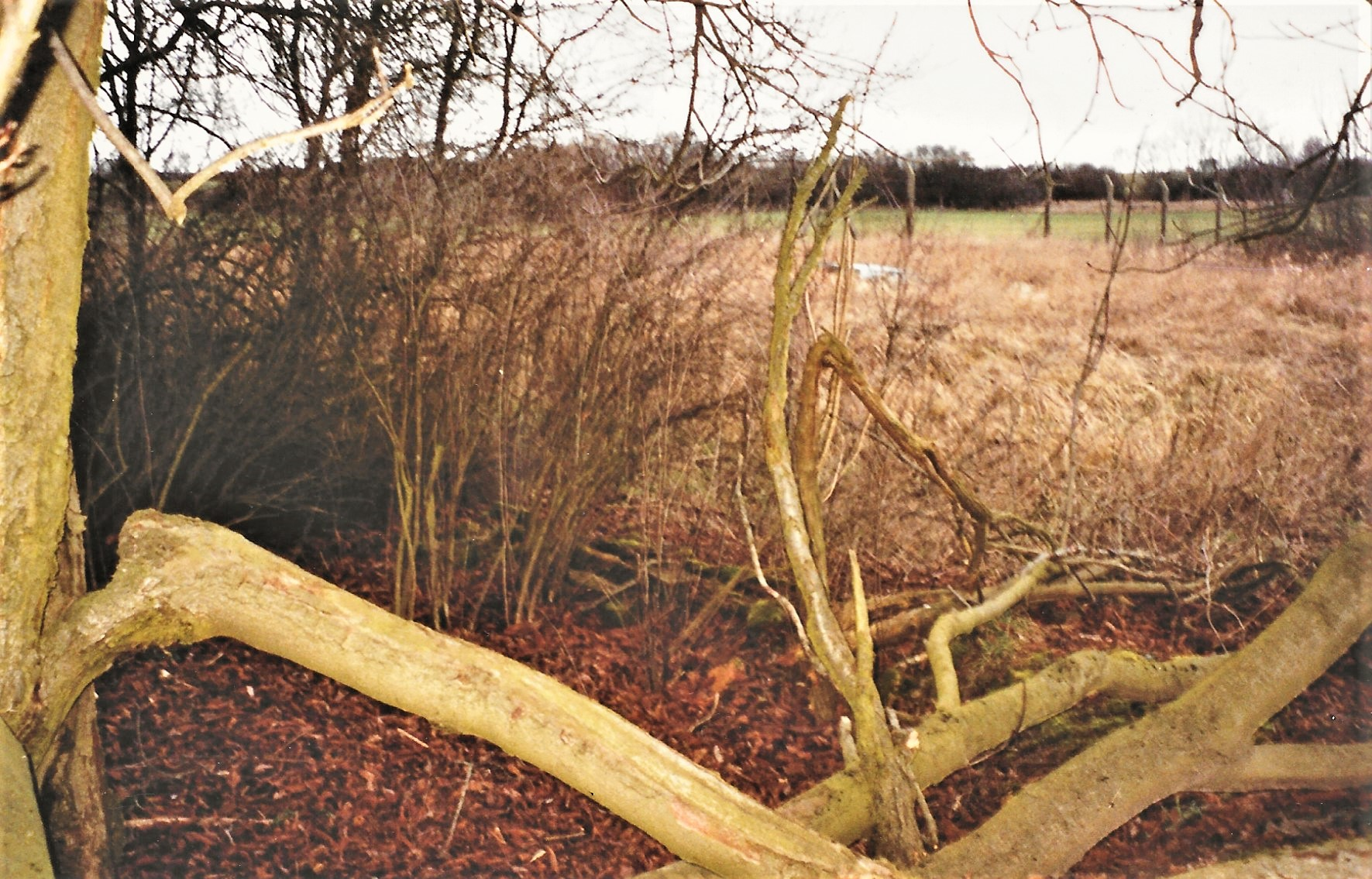
Reste der einstigen Gehöfte
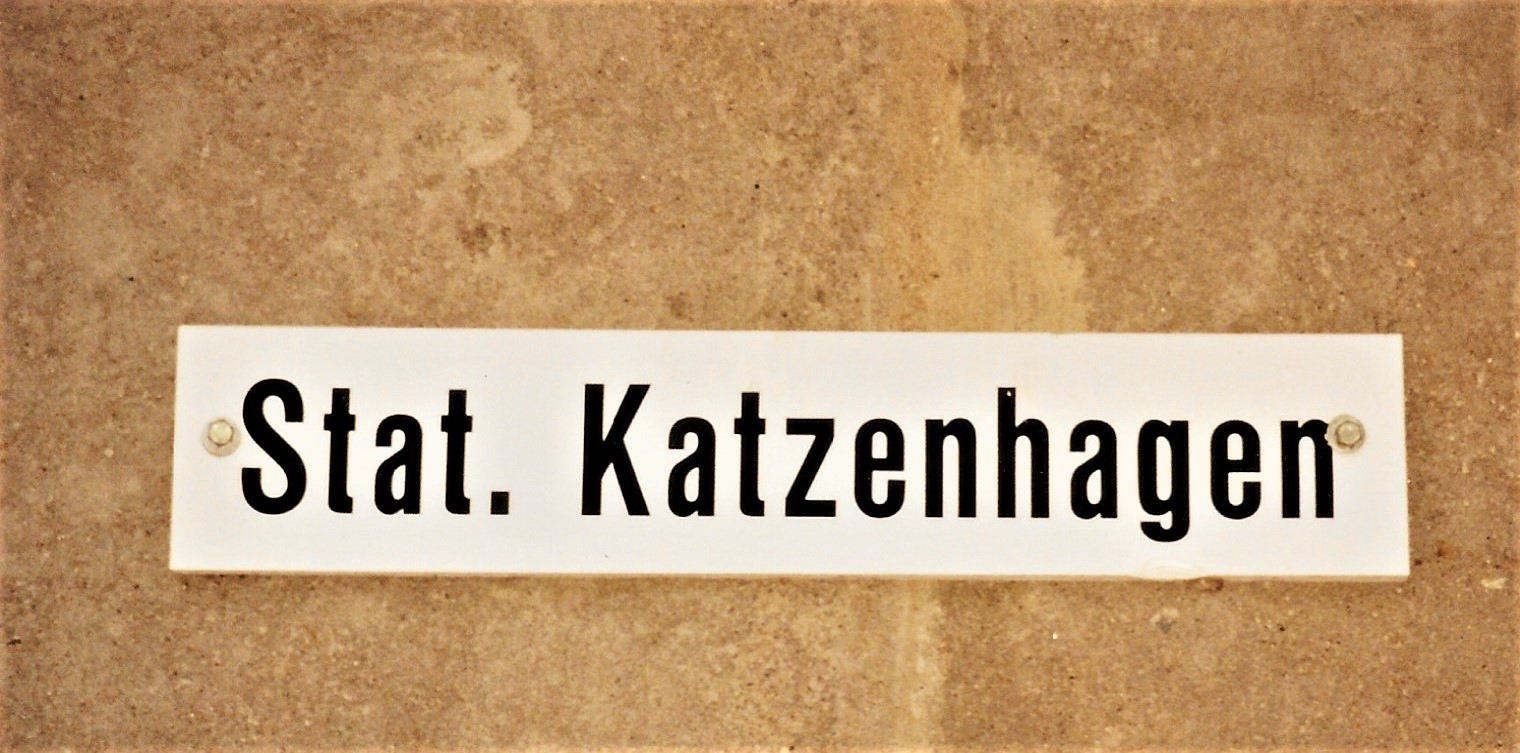
Ortsbezeichnung an der Trafostation
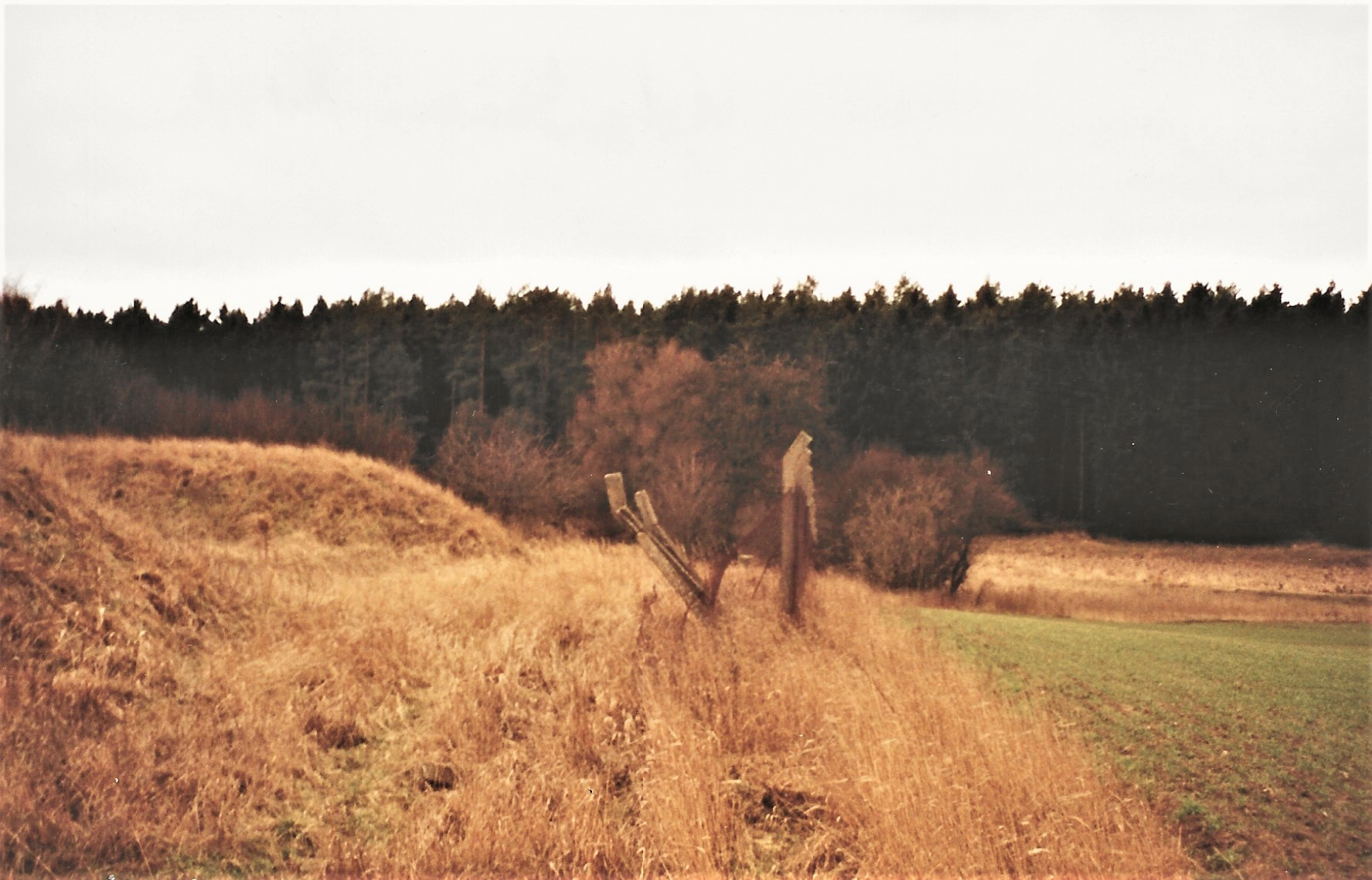
Bunkerhügel mit ehem. Stacheldrahtzaunanlage
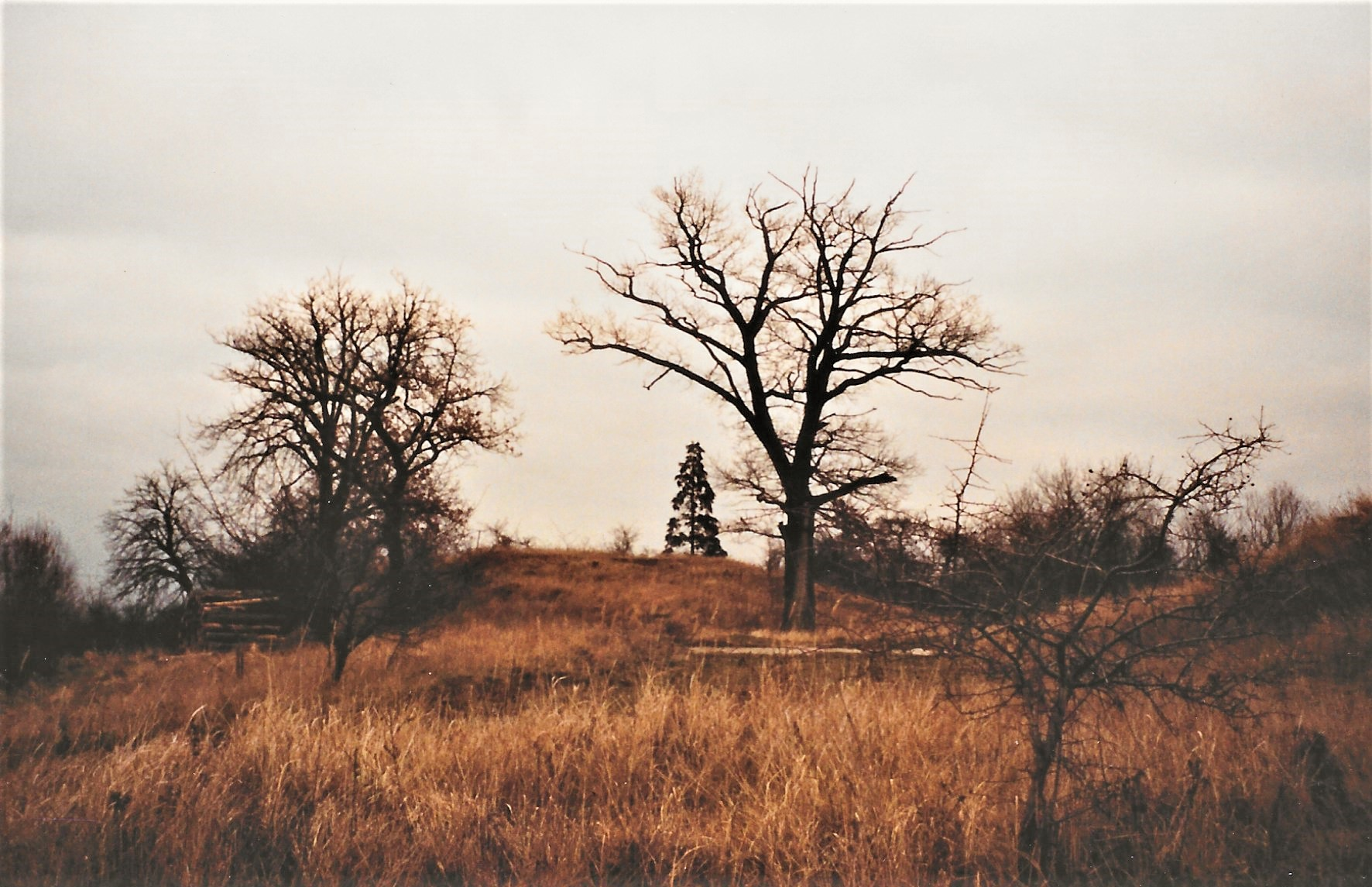
Katzenhagen 2004, Bunkereingang und -hügel